# Adriana de Mila
Adriana de Mila (Roma, 1434 circa – dopo il 1502) è stata una nobile italiana, madre di Orsino Orsini e suocera di Giulia Farnese, oltre che amica e confidente di Papa Alessandro VI Borgia e di sua figlia Lucrezia Borgia.

## Biografia
Era figlia di don Pietro de Mila e di sua moglie Covella del Doce. 
Il padre, nobiluomo spagnolo, figlio di Caterina Borgia, sorella di papa Callisto III e di Juan de Mila i Centelles venne in Italia in cerca di fortuna assieme ai fratelli, il più famoso dei quali Luis Juan de Milá fu creato cardinale dallo zio papa Callisto III. Don Pietro era cugino del cardinale Rodrigo Borgia prima che diventasse papa Alessandro VI e frequentava la casa di Adriana, che divenne la sua confidente. A lei Borgia affidò la figlia Lucrezia affinché la educasse e la tenne con sé sino al 1493, quando andò in sposa a Giovanni Sforza, signore di Pesaro. Adriana sposò Ludovico Orsini Migliorati, da cui ebbe un figlio, Orsino Orsini, sposato con Giulia Farnese. Nel 1492, Adriana favorì la tresca amorosa tra la nuora Giulia Farnese e il cugino Rodrigo Borgia, nel frattempo divenuto Papa Alessandro VI, in cambio di favori per suo figlio e per la sua famiglia. Nello stesso anno Giulia mise al mondo la sua unica figlia, Laura, la cui controversa paternità fu ufficialmente attribuita al marito legittimo di lei. Intorno al 1500, quando Alessandro si stancò di Giulia, funse da mediatrice fra i due al fine di ottenere una rottura amichevole che non danneggiasse i legami politici ed economici fra i due oltre a quelli sentimentali. Nel 1494 venne fatta prigioniera assieme alla nuora dai soldati francesi di Carlo VIII a Viterbo, condotte a Montefiascone, dove venne per loro chiesto un riscatto di 3.000 ducati. Papa Alessandro VI si adoperò presso il re di Francia e le prigioniere vennero lasciate libere senza pagamento di riscatto. 
Le ultime notizie di Adriana risalgono al 1502, quando accompagnò Lucrezia Borgia a Ferrara, dove andò in sposa al duca Alfonso I d'Este.

## Discendenza
Adriana sposò Ludovico Orsini Migliorati (1425-1489), signore di Bassanello ed ebbero un figlio:
- Orsino (1473-1500), marito di Giulia Farnese, detta "la bella", nota soprattutto per essere stata l'amante di Papa Alessandro VI Borgia, e padre legale di sua figlia Laura Orsini.